# .45-70
.45-70 або .45-70 Government — застарілий американський набій для гвинтівки центрального запалювання, розроблений фахівцями Спрингфілдського арсеналу під гвинтівку Springfield Model 1873 на основі боєприпасу .50-90 Sharps. Спочатку створювався для потреб американської армії на заміну застарілого патрона .50-70 Government. Має відносно довгу тонкостінну гільзу, розраховану на спорядження чорним порохом, що ускладнює використання цього патрона з сучасними видами бездимного пороху.

## Специфікація

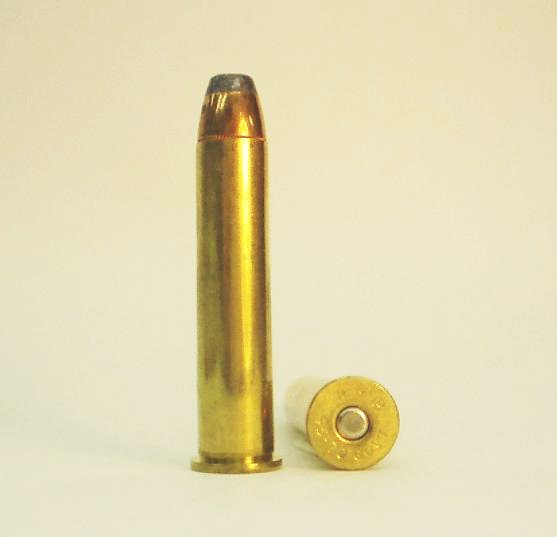
Патрон для гвинтівки .45-70-405

Позначався .45-70-405, у комерційних каталогах також мав назву .45 Government, де:
- .45 — номінальний діаметр кулі 0.458 дюйму (11,63 мм)
- 70 — вага заряду димного пороху у гранах (4,54 грама)
- 405 — вага свинцевої кулі у гранах (26,2 грама)

Допустимий радіус розсіювання становив 101,6 мм (4 дюйми) на 91,44 метра (100 ярдів).